# Марк Керр, 1-й граф Лотиан
Марк Керр (или Кер), 1-й граф Лотиан (англ. Mark Kerr, 1st Earl of Lothian; около 1553 — 8 апреля 1609) — шотландский дворянин и политик. Он стал первым графом Лотианом в 1606 году.

## Предыстория
Он был членом «знаменитой пограничной семьи» Керр из Сессфорда. Он был сыном Марка Керра (ок. 1510—1584), настоятеля аббатства Ньюбаттл, Мидлотиан, и леди Хелен Лесли (ок. 1525—1594), дочери Джорджа Лесли, 4-го графа Роутса. Дом Керр был англо-нормандского происхождения, и Керры из Фернихирста поселились в Шотландии в XIII веке . Марк Керр и его семья жили в аббатстве Ньюбаттл, особняке, занимающем место цистерцианского аббатства, основанного в 1140 году.

## Карьера
Марк Керр был назначен викарием Линтона в 1567 году. Он был назначен мастером запросов в 1577 году, и эту должность он занимал до 1606 года. Он был джентльменом королевской палаты в 1580 году . В 1581 году он сменил своего отца на посту коммендатора Ньюбаттла.
Как и его отец, Марк Керр был чрезвычайным лордом Сессии при короле, начиная с 1584 года, когда его земли в Ньюбаттле были превращены в баронство.
28 октября 1587 года он был назначен лордом парламента как лорд Ньюбаттл, или, возможно, 15 октября 1591 года. В 1587 году он был назначен бароном и тайным советником, а в 1604 году он исполнял обязанности временного лорда-канцлера Шотландии.
Ему был пожалован титул 1-го графа Лотиана 10 июля 1606 года и в том же году подал в отставку с поста мастера запросов.
В английском списке шотландской знати говорится, что его резиденциями были «Морфель» и Престонгрейндж.

## Брак и семья
Марк Керр был женат на Маргарет Максвелл (? — 8 января 1617), дочери Джона Максвелла, лорда Херриса (ок. 1512—1582/1583). Говорили, что у Марка Керра и его жены 31 ребёнок. Среди их детей были:
- Роберт Керр, 2-й граф Лотиан (? — 1624), сын и преемник отца
- Энн Керр
- Маргарет Керр, которая вышла замуж за Джеймса Хэя, 7-го лорда Хэя (1564—1609)
- Джанет Керр, которая вышла замуж за Уильяма Каннингема, 8-го графа Гленкэрна (1575—1630)
- Джин Керр, 1-й муж — Роберт Бойд, мастер Бойд (? — 1597), 2-й муж — Дэвид Линдси, 12-й граф Кроуфорд (1575—1620), 3-й Томас Гамильтон из Робертона (? — 1632). В 1623 году король Яков предпринял шаги, чтобы помочь вдовствующей графине Кроуфорд и её детям, потому что она была верной служанкой его жены Анны Датской[8].

## Смерть
Марк Керр скончался 8 апреля 1609 года. Его жену Маргарет Максвелл обвинили в том, что она стала причиной его смерти с помощью колдовства. Она умерла в Престонгрейндж-хаусе 8 января 1617 года.
Ему наследовал его сын Роберт Керр, 2-й граф Лотиан . У второго графа не было сыновей, и титул перешёл к его старшей дочери Энн Керр (? — 1667), как графине Лотиан, а впоследствии, в 1631 году, её мужем стал Уильям Керр, 1-й граф Лотиан (ок. 1605—1675).